# Pezzolo (Tavazzano con Villavesco)
Pezzolo è una frazione del comune lombardo di Tavazzano con Villavesco.

## Storia
La località, piccolo borgo agricolo, fu attestata per la prima volta in un documento del 972, che ne attesta la proprietà ai monaci di San Pietro dell'antica Lodi.
In età napoleonica (1809-16) Pezzolo fu frazione di Modignano, recuperando l'autonomia con la costituzione del Regno Lombardo-Veneto.
Nel 1841 al comune di Pezzolo fu aggregato il comune di Bagnolo.
All'Unità d'Italia (1861) il paese contava 525 abitanti. Nel 1869 il comune di Pezzolo fu nuovamente unito ai comuni di Modignano e Tavazzano: il nuovo comune prese il nome di Villavesco, mutato nel 1963 nell'attuale Tavazzano con Villavesco. Pezzolo fu degradata a frazione.
Nel corso del XX secolo, Pezzolo ha sofferto di un forte calo demografico, comune a molte aree rurali; si presenta oggi come un vasto cascinale, parzialmente abbandonato.